# 于仙姬
于仙姬（437年—526年），中国南北朝时期北魏文成帝拓跋濬的嫔妃。
于仙姬本是西域于阗国主之女，以国为氏。嫁给北魏文成帝作为后宫，封夫人。在魏宫生活了七十余年，魏孝明帝孝昌二年（526年）二月廿七日卒于洛阳金墉宫，享年九十岁。同年四月初四日葬于西陵，谥号恭。墓志铭於1926年在河南洛阳南陈庄村出土，双钩阳刻楷书。1938年于右任捐藏西安碑林。